# RPC협의회
한국RPC협회는 미곡종합처리장(RPC:Rice Processing Complex)의 효율적인 운영방안 연구 및 고품질 쌀 생산을 위한 기술지도 등을 통해 미곡유통발전에 기여할 목적으로 2005년 6월 10일 설립된 대한민국 농림축산식품부 소관의 사단법인이다. 사무실은 대전광역시 유성구 지족로 374, 4층 (지족동, 옥타브상가제B동)에 위치하고 있다.

## 주요 사업
- 농산물의 가공 및 유통․판매알선 및 지도
- 농산물의 품질향상을 위한 기술지도
- 농산물의 공동구매·보관·관리에 관한 업무지도
- 농산물의 유통에 관한 정보제공
- 미곡종합처리장(RPC) 운영발전을 위한 정책개발 및 건의
- 중앙정부 및 지자체의 위탁사업 알선․지도 등